# Oreste Marcoz
Oreste Marcoz (né en 1905 à Aoste – mort le 25 avril 1972 à Challand-Saint-Victor) est un avocat et homme politique valdôtain. Membre de l’Union Valdôtaine, Oreste Marcoz a été syndic d’Aoste et président de la Vallée d'Aoste de 1959 à 1963.

## Biographie
Marcoz fut élu au Conseil régional de la Vallée d'Aoste en juin 1959. Il fut tout de suite nommé Président de la Junte, à la tête d'une majorité issue de la liste du lion, fruit de l'alliance politique entre l'Union valdôtaine, le Parti socialiste italien, le Parti communiste italien et des dissidents du Parti social-démocrate italien, qui battit aux élections régionales la liste dénommée Concentration des partis démocrates, formée par la Démocratie chrétienne, le Parti social-démocrate italien et le Parti libéral italien.
Reconfirmé aux élections régionales de novembre 1963, il fut élu Président du Conseil régional, charge de laquelle il démissionna le 23 mai 1966. Le 20 novembre 1967, il présenta également sa démission de ses fonctions de conseiller régional pour pouvoir se porter candidat au Sénat de la République.
Battu en juin 1970, il se présenta aux élections communales d'Aoste, et le 5 septembre fut élu syndic de la ville avec l'appui d'une coalition formée de l'UV, du PCI, du PSI et le soutien sans participation des DP, un regroupement politique local constitué de dissidents de la DCI. En décembre 1971, il retira son écharpe de syndic pour de nouveau présenter sa candidature au Sénat, avec Germain Ollietti qui présentait lui, sa candidature à la Chambre des députés. Aux élections des 7 et 8 mai 1972, le collège uninominal de la Vallée d'Aoste donna la majorité des suffrages aux deux candidats, expression d'une coalition formée par DC, UV et PSDI, et ce, bien qu'ils eussent péri dans un accident automobile, le soir du 25 avril aux alentours de Challand-Saint-Victor, au retour d'un meeting électoral tenu à Champoluc, sur la commune d'Ayas. Parce que le système électoral uninominal, en vigueur dans la circonscription de la Vallée d'Aoste, ne permet pas à des suppléants de siéger, on effectua un tour de scrutin supplémentaire les 26 et 27 novembre, afin de remplacer les deux représentants valdôtains, élus et tragiquement décédés.

## Sources
- (it) Cet article est partiellement ou en totalité issu de l’article de Wikipédia en italien intitulé « Oreste Marcoz » (voir la liste des auteurs).